# Каца
Каца (рум. Cața) — село у повіті Брашов в Румунії. Адміністративний центр комуни Каца.
Село розташоване на відстані 194 км на північ від Бухареста, 54 км на північний захід від Брашова, 149 км на південний схід від Клуж-Напоки.

## Населення
За даними перепису населення 2002 року у селі проживали 1179 осіб.
Національний склад населення села:
| Національність | Кількість осіб | Відсоток |
| -------------- | -------------- | -------- |
| румуни         | 486            | 41,2%    |
| цигани         | 437            | 37,1%    |
| угорці         | 245            | 20,8%    |
| німці          | 5              | 0,4%     |

Рідною мовою назвали:
| Мова      | Кількість осіб | Відсоток |
| --------- | -------------- | -------- |
| румунська | 751            | 63,7%    |
| угорська  | 420            | 35,6%    |
| німецька  | 5              | 0,4%     |